# Conus praelatus
Espèce
Conus praelatus est une espèce de mollusques gastéropodes marins de la famille des Conidae.
Comme toutes les espèces du genre Conus, ces escargots sont prédateurs et venimeux. Ils sont capables de « piquer » les humains et doivent donc être manipulés avec précaution, voire pas du tout.

## Distribution
Cette espèce est présente dans les endroits suivants : 
- Madagascar
- Tanzanie

## Taxonomie

### Publication originale
L'espèce Conus praelatus a été décrite pour la première fois en 1792 par le conchyliologiste danois Christian Hee Hwass dans « Encyclopédie méthodique ou par ordre de matières Histoire naturelle des vers - volume 1 » écrite par le naturaliste français Jean-Guillaume Bruguière (1750-1798),.

### Synonymes
- Conus (Darioconus) miniturritus Bozzetti, 2017 · non accepté
- Conus (Darioconus) praelatus Hwass, 1792 · appellation alternative
- Conus fortdauphinensis (Bozzetti, 2015) · non accepté
- Conus miniturritus (Bozzetti, 2017) · non accepté
- Conus pennaceus tsara Korn, Niederhöfer & Blöcher, 2000 · non accepté
- Darioconus fortdauphinensis Bozzetti, 2015 · non accepté
- Darioconus miniturritus Bozzetti, 2017 · non accepté
- Darioconus praelatus (Hwass, 1792) · non accepté
- Darioconus tsara (Korn, Niederhöfer & Blöcher, 2000) · non accepté
- Darioconus tsara f. longispira Bozzetti, 2018 · non accepté